# Bupleurum canaliculatum
Bupleurum canaliculatum är en flockblommig växtart som beskrevs av Friedrich Ludwig Diels. Bupleurum canaliculatum ingår i släktet harörter, och familjen flockblommiga växter. Inga underarter finns listade i Catalogue of Life.